# Vāhana
 (septembre 2016).
Si vous disposez d'ouvrages ou d'articles de référence ou si vous connaissez des sites web de qualité traitant du thème abordé ici, merci de compléter l'article en donnant les références utiles à sa vérifiabilité et en les liant à la section « Notes et références ».

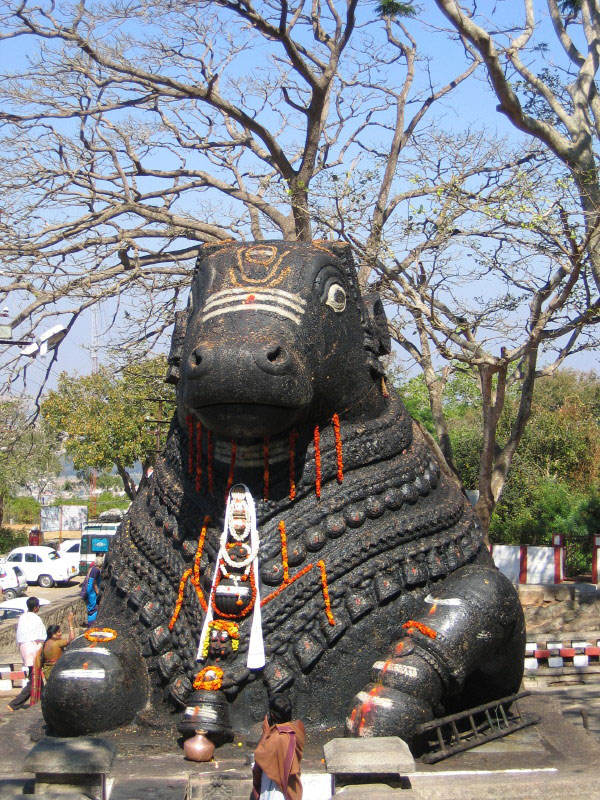
Mûrti de Nandi, vâhana de Shiva.

Dans la mythologie indienne, le vâhana est l'être ou l'objet qui sert de monture ou de véhicule à une divinité. Vah en sanskrit signifie porter ou transporter.
Les divinités, devi et deva, ont presque toujours pour vâhana un animal, parfois réel, parfois mythique ou composite. La monture d'Agni est un bélier, celle de Kâma un perroquet, celle de Durgâ un lion ou un tigre. Garuda, le vâhana de Vishnu, est une créature mi-homme, mi-aigle. Le makara, vâhana de Varuna et de Gangâ, est un monstre marin dont l'étrange anatomie tient à la fois du crocodile, de l'éléphant et du poisson (pour la queue). L'humain est aussi un vahâna de divinité, comme Kubera, génie nain des forêts et gardien des richesses des dieux. 

## Symbolisme
Dans l'iconographie, le vâhana est à la fois le symbole et l'emblème de la divinité qu'il porte : force et virilité du taureau Nandi, vâhana de Shiva, splendeur et majesté du paon Parvanî, vâhana de Skanda, grâce et beauté du cygne, vâhana de Sarasvatî.
En tant qu'adjoint de la divinité, le vâhana a pour fonction de redoubler ou de dédoubler ses pouvoirs. Durgâ la guerrière ne parvient à terrasser le démon Mahîshâsura que grâce à l'aide de sa monture, le lion Manashthâla. Lakshmi, déesse de la fortune, dispense des richesses à la fois matérielles et spirituelles lorsqu'elle chevauche son vâhana, le hibou Ulûkâ. Ganesh, celui-qui-ôte-les-obstacles, ne peut pénétrer partout malgré sa force éléphantesque, alors que son porteur, la petite souris Mûshika, est capable de se glisser dans les moindres interstices et de venir à bout des obstacles les plus résistants. C'est aussi Mûshika qui, sans jamais se faire remarquer, porte les bénédictions de la divinité dans chaque recoin de l'esprit.
En tant qu'animal, le vâhana symbolise les forces inférieures que la divinité domine et subjugue en les chevauchant. Monté sur Parvanî, Skanda bride l'incorrigible vanité du paon. Assis sur Mûshika, Ganesh pèse de tout son poids sur les pensées futiles qui pullulent comme des rats dans le noir. Shani (IAST: Śani) ou Saturne, dont l'un des attributs est de protéger les biens, a pour monture un corbeau dont il réprime les instincts chapardeurs. L'emprise de la divinité sur cet oiseau de mauvais augure fait que même les événements maléfiques peuvent devenir porteurs de lumière.
La tradition dit aussi que tout être humain a pour tâche et pour destin de devenir le vâhana du Divin.

## Origines
Le vâhana d'une même divinité peut varier selon les sources, les époques et les lieux. L'origine de chacun est racontée de mille manières dans les traditions populaires.

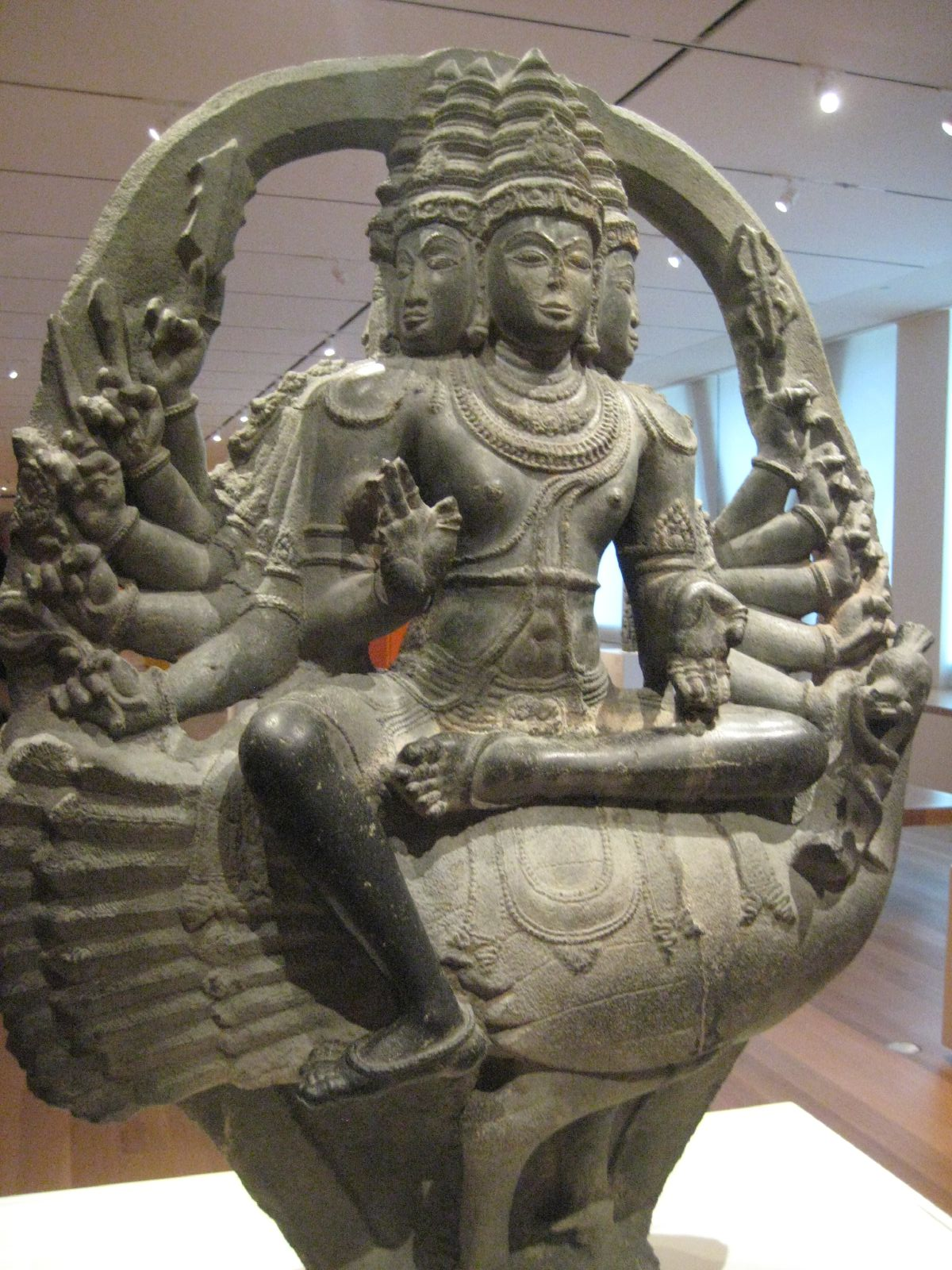
Karttikeya (Murugan ou Skanda), a pour Vāhana un paon.

Alors que Ganesh était encore enfant, une souris gigantesque se mit à terroriser tout son entourage. Ganesh l'attrapa avec son lasso et fit d'elle sa monture. Mûshika était à l'origine un gandharva ou musicien céleste. Ayant eu le malheur de marcher par mégarde sur les pieds du rishi Vâmadeva, il dut subir sa malédiction et fut transformé en souris. Cependant, une fois qu'il eut maîtrisé sa colère, le sage lui promit qu'un jour les dieux eux-mêmes s'inclineraient devant lui. Ce qui arriva lorsque son chemin croisa celui de Ganesh.
Murugan, la forme première de Skanda dans l'Inde du Sud, est comme lui monté sur un paon. Celui-ci était à l'origine un démon appelé Surapadma. Un jour, ayant provoqué Murugan au combat, le démon, se repentant au moment où la lance de Murugan se dirigeait sur lui, prit la forme d'un arbre et se mit à prier. L'arbre transpercé tomba en deux moitiés. Murugan tira de l'une un coq, dont il fit son étendard, et de l'autre un paon, dont il fit sa monture. 
Avant de devenir le vâhana de Shiva, Nandi était une divinité appelée Nandikeshvara, Seigneur de la joie et maître de la musique et la danse. Puis, sans que l'on sache pourquoi, son nom et ses fonctions furent transférés à Shiva sous son aspect de Natarâja et, d'homme à tête de taureau, il devint simple taureau. Depuis ce temps-là, à jamais dévoué à Shiva, il veille, assis devant chacun de ses temples, le regard inlassablement tourné vers lui.

## Vâhanas de quelques divinités hindoues majeures et mineures
| - Agni : bélier - Alakshmi : âne - Ayyappan : tigre - Bhairava : chien - Bhūmi : char tiré par sept vaches / éléphant - Bahuchara Mata : coq - Brahmâ : hamsa (oie ou cygne) - Brahmani : hamsa (oie ou cygne) - Brihaspati : éléphant / char tiré par huit chevaux blancs - Budha : Vali / char tiré par huit chevaux de couleur jaune foncé - Chamunda : chouette ou hibou / cadavre - Chandraghanta : lion - Chandi : tigre - Chandra : char tiré par une antilope ou par un ou dix chevaux blancs / bélier - Dattātreya : vache - Dharma Raja : buffle d'eau - Dhumavati : corbeau - Durgâ : lion / tigre (Manashthâla) - Ganesh : rat ou souris (Mûshika) - Gangâ : makara - Gayatri : hamsa (oie ou cygne) - Hariharaputra : éléphant - Indra : char (Vimâna) tiré par un cheval à sept têtes (Uchchaihshravas) / éléphant blanc (Airâvata) - Indrani : éléphant blanc (Airâvata) - Ishana : taureau blanc (Nandi) - Jagaddhatri : lion - Kâlarâtrî : âne - Kali : chacal - Kalkî : cheval - Kâma : perroquet vert / makara - Kâmâkhyâ : serpent / lion - Kârttikeya : éléphant / paon à queue déployée - Katyayani : lion - Kaumārī : paon - Kaushiki : lion - Ketu : aigle / vautour - Khodiyar : crocodile - Krishna : homme-oiseau (Garuda) - Kubera : sanglier / mangouste / cheval / homme | - Kushmanda : lion - Lakshmi : chouette ou hibou (Ulûkâ) / éléphant - Mahagauri : buffle - Maheshwari : taureau blanc (Nandi) - Manasā : serpent - Mangala : bélier - Mariamman : lion - Mînâkshî : perroquet - Mommaimâ : chameau - Navadurga : lion / âne / taureau - Nirriti : homme - Parvati : Dawon (lion) - Pratyangira : Simha (lion) - Pûshan : char tiré par des chèvres - Râhu : lion bleu - Ratî : pigeon / perroquet - Sailaputri : taureau / buffle - Sarasvatî : cygne / paon / agneau - Saman : éléphant - Shanî : corbeau / vautour - Shashtî : chat - Shandamata : lion - Shukra : crocodile / cheval blanc - Shiva : Nandi (taureau blanc) - Shitala Devi : Jvarasura (âne) - Skanda : paon (Parvanî) - Sûrya : char tiré par sept chevaux à sept têtes - Ushas : char tiré par sept vaches - Vaishnavi : homme-oiseau (Garuda) - Varahi : buffle d'eau - Varuna : makara / tortue / cygne - Vâyu : antilope - Vishnu : homme-oiseau (Garuda) - Vishvakarma : hamsa (oie ou cygne) / éléphant - Yama : paundraka (buffle noir) - Yamunâ : tortue |